# Gęsi pipek

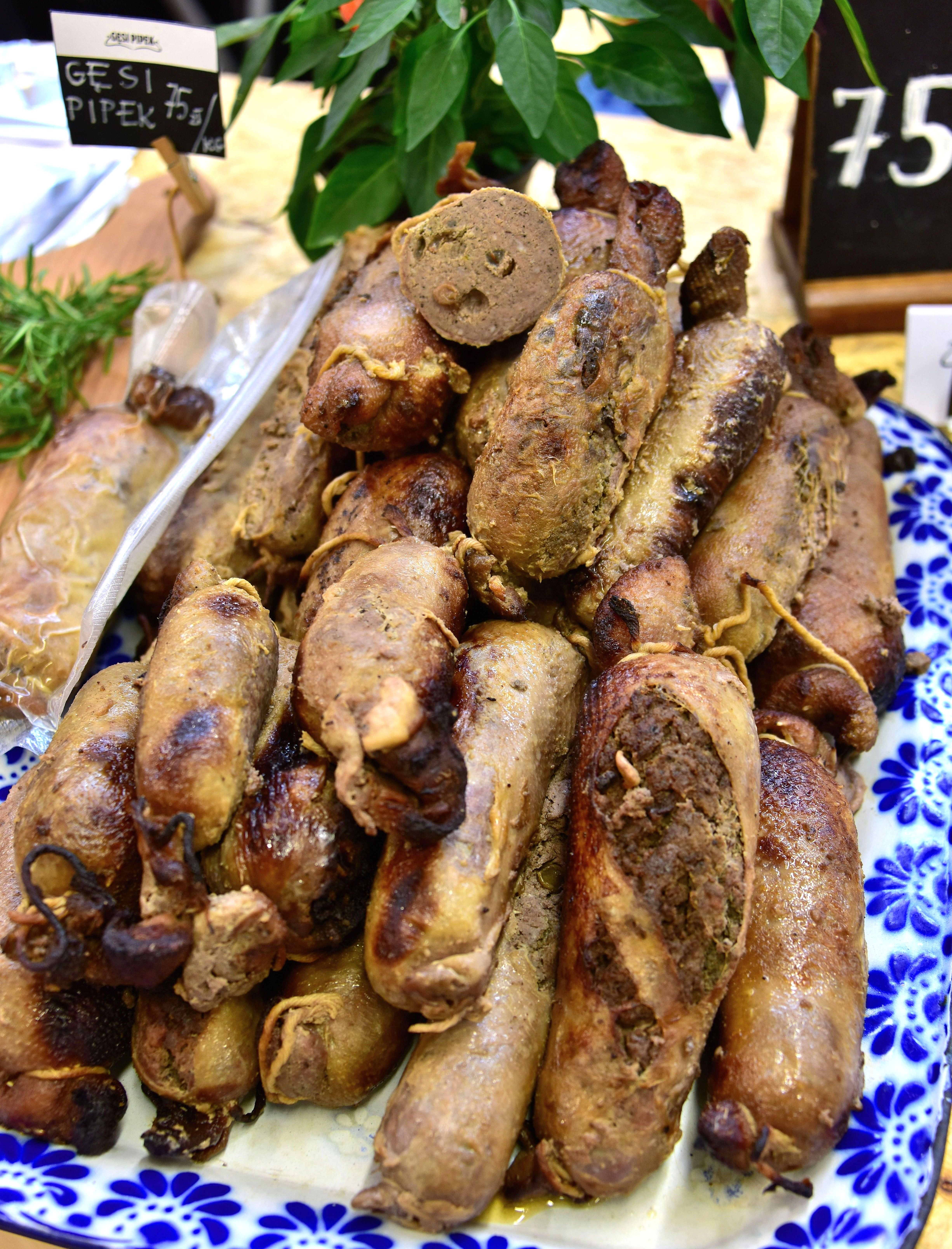
Gęsie pipki (gęsie szyjki z mięsnym farszem) na jednym ze stoisk w Hali Gwardii w Warszawie

Gęsi pipek – potrawa kuchni żydowskiej.

## Opis
Znane są dwie wersje tej potrawy: nadziewane gęsie szyjki oraz gęsie żołądki.
Szyjki nadziewa się farszem z tartych ziemniaków z dodatkiem cebuli, rzadziej mięsem (np. koszerną wołowiną). Żołądki dusi się w oleju lub gęsim smalcu z cebulą i czosnkiem.